# Hilarion (Kapral)
Hilarião (nascido Igor Alexeievitch Kapral, em russo:  Игорь Алексеевич Капрал; Spirit River, Alberta, Canada, 6 de janeiro de 1948 –  Nova Iorque, 16 de maio de 2022) foi Primaz da Igreja Ortodoxa Russa no Exterior (ROCOR) e Metropolita de Nova Iorque e do leste americano.

## Biografia
Ele nasceu em 6 de janeiro de 1948 no Canadá. Seus pais emigraram da Região de Volínia, na Ucrânia, em 1929 durante a ocupação polonesa.
De 1967 a 1972, Kapral estudou no Holy Trinity Theological Seminary em Jordanville, Nova Iorque, e ao concluir entrou no Mosteiro da Santíssima Trindade como noviço (poslushnik). Em 2 de dezembro de 1974, foi tonsurado monge rassaphore com o nome de Hilarião, em homenagem ao Venerável Schema-monge Hilarião das Grutas de Kiev. Serviu na imprensa do seminário e como professor.
Em 4 de dezembro de 1975, Hilarião foi ordenado hierodiácono através do Arcebispo Averki (Taushev), e hieromonge em 1976, através do Bispo Lauro (Škurla) de Manhattan. No mesmo ano, recebeu o título de Mestre em Estudos Eslavos e Literatura Russa pela Universidade de Syracuse. Atendendo a diversas funções no serviço monástico e pastoral, recebeu do Sínodo dos Bispos da ROCOR, em 1983, o direito de usar a Cruz de Ouro e foi indicado ao episcopado, como Bispo de Manhattan.
Hilarião recebeu a consagração episcopal em 10 de dezembro de 1984, através de Sua Eminência Metropolita Filareto (Voznesenski) e outros nove bispos, na Catedral Sinodal do Ícone de Nossa Senhora do Signo, em Nova Iorque. Ficou responsável pelas paróquias da Pennsylvania e como Vigário da América Oriental, e em 1987 foi apontado secretário adjunto do Sínodo dos Bispos. Durante seu ministério o número de igrejas e paróquias cresceram. Em 1995, Bispo Hilarião recebeu o título de Bispo de Washington D.C., mas continuou residindo em Nova Iorque. Contudo, com problemas na Diocese da Austrália e Nova Zelândia, e em reconhecimento de seus talentos pastorais, em junho de 1996, Hilarião foi elevado ao arcebispado e apontado para a Diocese de Sydney, Austrália e Nova Zelândia.
Em 2003, recebeu o direito de usar a Cruz de Diamante no seu klobuk. Em 2006, Arcebispo Hilarião foi nomeado vice-presidente do Sínodo Episcopal da Igreja Ortodoxa Russa no Exterior.
Sucedendo o Metropolita Lauro (Škurla), Arcebispo Hilarião foi eleito em 12 de maio de 2008 Primeiro Hierarca da Igreja Ortodoxa Russa Fora da Rússia. Dois dias depois, o Arcebispo Hilarião (Kapral) foi aprovado pelo Santo Sínodo do Patriarcado de Moscou para se tornar o Primaz da ROCOR e elevado à dignidade da metropolita.
Sua entronização se deu em 18 de maio de 2008, na Catedral Sinodal de Nossa Senhora do Signo, com a presença de hierarcas da Igreja Ortodoxa Russa e de outras Igrejas.
Faleceu em 16 de maio de 2022, ao 74 anos, após 38 anos de episcopado.